# 没有人的家
《没有人的家》（英語：Nobody's Home）是加拿大唱作歌手艾薇儿·拉维尼2004年发行的第二张专辑《酷到骨子里》的第三支单曲。